# Zone interdite à la captation aérienne de données

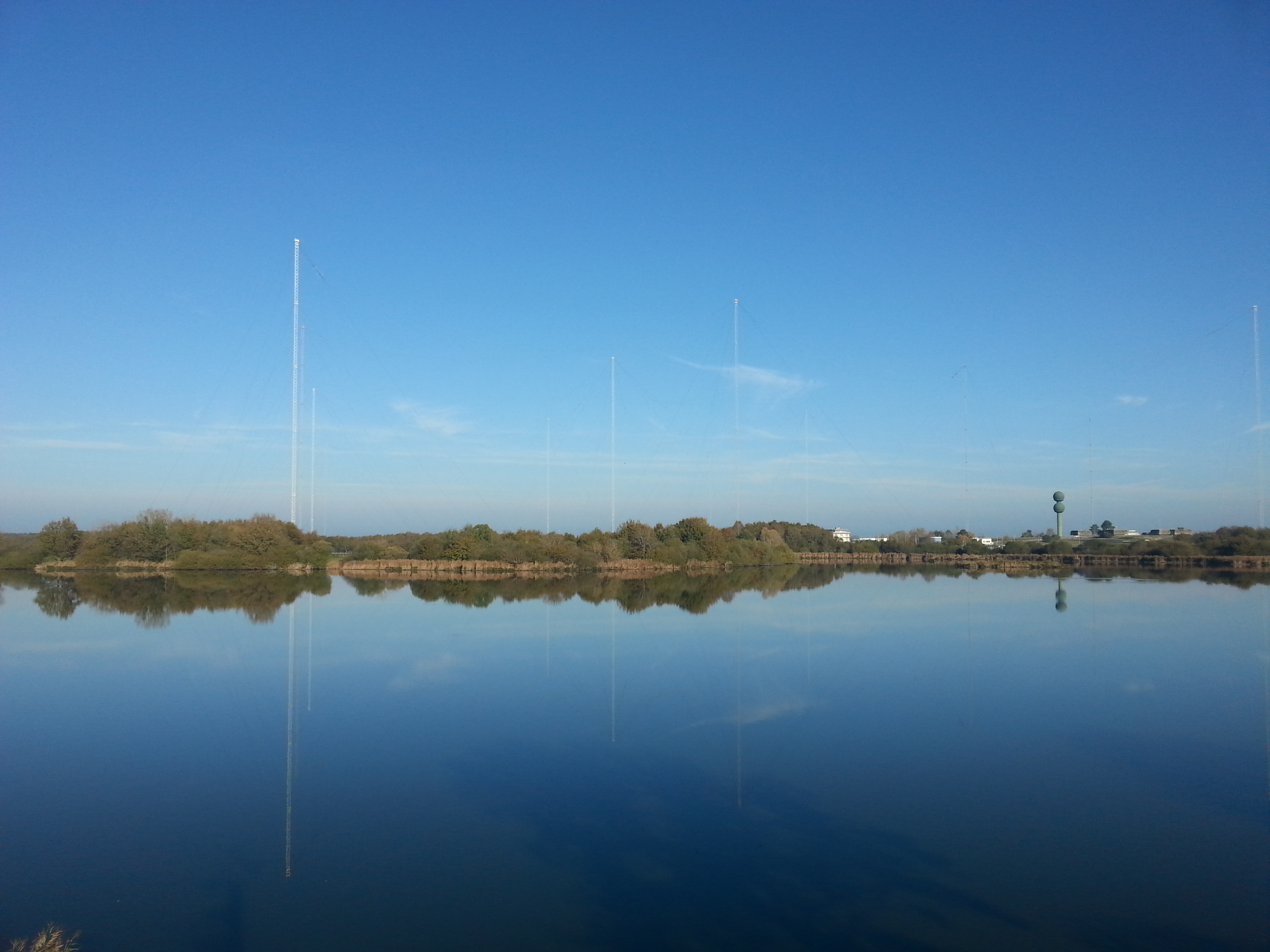
Antennes et installations du Centre de transmissions de la Marine nationale de Rosnay, l'une des ZICAD de France.

En France, une Zone interdite à la captation aérienne de données (ZICAD) est un espace au sein duquel la captation et le traitement de données recueillies par aéronef est proscrite. Cette règlementation introduite en 2022 vient notamment contraindre l'utilisation des drones de loisir.
Les ZICAD sont introduites par décret en date du 2 novembre 2022. La liste des ZICAD est fixée par l'arrêté du 2 janvier 2023. Les ZICAD remplacent les Zones interdites à la prise de vue aérienne (ZIPVA), dont la liste avait été fixée par un arrêté du 10 juin 2021. Le Géoportail de l'IGN cartographie les ZICAD.
Le préfet de département est compétent pour accorder des dérogations à cette règlementation.

## Lieux concernés
Les lieux concernés relèvent de la responsabilité des ministères de l'Intérieur (établissements pénitentiaires…) ou des Armées (bases de l'Armée de l'air…). La liste comprend également l'intégralité des centrales nucléaires françaises.
Parmi les ZICAD les plus étendues, figurent la base aérienne 125 Istres-Le Tubé, la base aérienne 120 Cazaux ou le port militaire de Brest.